# بردين (فيروزكوه)
بردين (بالفارسية: پردین) هي قرية تقع في قسم شهر أباد الريفي في إيران.